# Prugovac (Pristina)
Pour les articles homonymes, voir Prugovac.
Prugoc en albanais et Prugovac en serbe latin (en serbe cyrillique : Пруговац) est une localité du Kosovo située dans la commune/municipalité de Pristina, district de Pristina (Kosovo) ou district de Kosovo. Selon le recensement kosovar de 2011, elle compte 2 168 habitants.

## Démographie

### Évolution historique de la population dans la localité
| 1948 | 1953 | 1961 | 1971  | 1981  | 1991  | 2011  |
| ---- | ---- | ---- | ----- | ----- | ----- | ----- |
| 604  | 697  | 891  | 1 257 | 1 674 | 1 719 | 2 168 |

|  |

### Répartition de la population par nationalités (2011)
En 2011, les Albanais représentaient 99,63 % de la population.